# Michele Fornasier
Michele Fornasier (Vittorio Veneto, 22 agosto 1993) è un calciatore italiano, difensore del Nardò.

## Carriera

### Club

#### Giovanili: Fiorentina e Manchester United
Dopo i primi passi tra San Giacomo di Veglia, Vittorio Veneto e Conegliano, nell'estate 2007, non ancora quattordicenne, viene acquistato dalla Fiorentina. Fornasier diventa capitano della formazione Allievi Regionali
Il trasferimento in Inghilterra suscita molte polemiche, venendo definito in Italia come uno scippo; per questo motivo la Fiorentina si rivolge alla FIFA per ottenere l'annullamento del trasferimento, ma viene dato torto alle rimostranze gigliate e Fornasier può quindi debuttare con la formazione Under-18 dei Red Devils.
Nella prima stagione scende in campo in 18 occasioni, che diventano 23 (condite da un gol) nella seconda annata, grazie alla fiducia concessagli dal mister della formazione Under-21 Warren Joyce. Ottiene quindi la vittoria della FA Youth Cup 2011 - battendo lo Sheffield United nella finale giocata all'Old Trafford - e la chiamata da parte dell'Nazionale Under-19 azzurra.
Fornasier diventa un pilastro della squadra riserve, vivendo altre due annate nel cuore della retroguardia dei Diavoli Rossi: 15 apparizioni nella stagione 2011-2012 e 22 nel campionato seguente, con tanto di rete decisiva al Liverpool il 25 febbraio 2013.

#### Sampdoria e Pescara
Il 1º luglio 2013, appena scadutogli il contratto con gli inglesi, passa alla Sampdoria a parametro zero, ritornando così in Italia dopo quattro anni di assenza. Il 5 dicembre seguente esordisce in una gara ufficiale giocando dal primo minuto la partita di Coppa Italia Sampdoria-Verona (4-1). Il 9 febbraio 2014 compie invece il suo debutto in Serie A, venendo schierato da Siniša Mihajlović nella formazione titolare che batte il Cagliari per 1-0. Conclude la sua prima stagione da calciatore professionista con 10 presenze in Serie A e 2 in Coppa Italia.
Il 23 gennaio 2015 viene ceduto, in prestito con diritto di riscatto e controriscatto a favore della Samp, al Pescara in Serie B. Nella sua prima esperienza in Serie B gioca 10 partite di Campionato e 4 dei playoff promozione, persi in finale contro il Bologna.
Il 27 giugno 2015 viene ceduto al Pescara a titolo definitivo nell'ambito dell'operazione che ha portato Lucas Torreira alla Sampdoria. In tutto in quattro anni mette insieme 89 presenze e 2 gol con il Pescara.

#### Il passaggio al Venezia
Il 22 gennaio 2019 passa in prestito con diritto di riscatto al Venezia, sempre in Serie B.

#### Parma, prestito al Trapani e Cremonese
Nell'estate 2019 viene acquistato dal Parma, che lo cede in prestito al Trapani.
Il 3 ottobre 2020 viene acquistato dalla Cremonese. Il 30 agosto 2021, dopo aver collezionato soltanto due presenze complessive con il club grigiorosso, si svincola dalla società lombarda.

#### Monopoli e Nardò
Il 21 settembre firma un contratto triennale con il Monopoli, scendendo in Serie C. Al termine della stagione 2023-2024, dopo aver collezionato complessivamente 49 presenze ed 1 goal, rimane svincolato.
Il 24 ottobre 2024 scende di categoria in Serie D, firmando per il Nardò.

### Nazionale
È stato convocato in 6 occasioni nelle Nazionali giovanili di calcio dell'Italia, scendendo in campo in 3 partite.
La prima apparizione risale al 28 ottobre 2008 nella partita tra Under-16 di Italia e Paesi Bassi, finita 0-3 per gli avversari. Le altre due gare disputate sono nelle file dell'Under-19: la prima il 17 novembre 2011 in Montenegro-Italia (0-3), mettendo a segno anche un gol, e la seconda il 29 febbraio 2012 durante la gara Israele-Italia (1-1).

## Statistiche

### Presenze e reti nei club
Statistiche aggiornate al 15 marzo 2025.
| Stagione         | Squadra          | Campionato       | Campionato | Campionato | Coppe nazionali | Coppe nazionali | Coppe nazionali | Coppe continentali | Coppe continentali | Coppe continentali | Altre coppe | Altre coppe | Altre coppe | Totale | Totale |
| Stagione         | Squadra          | Comp             | Pres       | Reti       | Comp            | Pres            | Reti            | Comp               | Pres               | Reti               | Comp        | Pres        | Reti        | Pres   | Reti   |
| ---------------- | ---------------- | ---------------- | ---------- | ---------- | --------------- | --------------- | --------------- | ------------------ | ------------------ | ------------------ | ----------- | ----------- | ----------- | ------ | ------ |
| 2013-2014        | Sampdoria        | A                | 10         | 0          | CI              | 2               | 0               | -                  | -                  | -                  | -           | -           | -           | 12     | 0      |
| 2014-gen. 2015   | Sampdoria        | A                | 0          | 0          | CI              | 1               | 0               | -                  | -                  | -                  | -           | -           | -           | 1      | 0      |
| Totale Sampdoria | Totale Sampdoria | Totale Sampdoria | 10         | 0          |                 | 3               | 0               |                    | -                  | -                  |             | -           | -           | 13     | 0      |
| gen.-giu. 2015   | Pescara          | B                | 10+4       | 0          | CI              | 0               | 0               | -                  | -                  | -                  | -           | -           | -           | 14     | 0      |
| 2015-2016        | Pescara          | B                | 34+4       | 2          | CI              | 2               | 0               | -                  | -                  | -                  | -           | -           | -           | 40     | 2      |
| 2016-2017        | Pescara          | A                | 22         | 0          | CI              | 0               | 0               | -                  | -                  | -                  | -           | -           | -           | 22     | 0      |
| 2017-2018        | Pescara          | B                | 15         | 0          | CI              | 1               | 0               | -                  | -                  | -                  | -           | -           | -           | 16     | 0      |
| 2018-gen. 2019   | Pescara          | B                | -          | -          | CI              | -               | -               | -                  | -                  | -                  | -           | -           | -           | -      | -      |
| Totale Pescara   | Totale Pescara   | Totale Pescara   | 81+8       | 2          |                 | 3               | 0               |                    | -                  | -                  |             | -           | -           | 92     | 2      |
| gen.-giu. 2019   | Venezia          | B                | 8          | 0          | CI              | 0               | 0               | -                  | -                  | -                  | -           | -           | -           | 8      | 0      |
| 2019-2020        | Trapani          | B                | 20         | 0          | CI              | 0               | 0               | -                  | -                  | -                  | -           | -           | -           | 20     | 0      |
| 2020-2021        | Cremonese        | B                | 1          | 0          | CI              | 1               | 0               | -                  | -                  | -                  | -           | -           | -           | 2      | 0      |
| 2021-2022        | Monopoli         | C                | 11         | 0          | CI-C            | 0               | 0               |                    | -                  | -                  |             | -           | -           | 11     | 0      |
| 2022-2023        | Monopoli         | C                | 14         | 1          | CI-C            | 1               | 0               |                    | -                  | -                  |             | -           | -           | 15     | 1      |
| 2023-2024        | Monopoli         | C                | 20+2       | 0+0        | CI-C            | 1               | 0               |                    | -                  | -                  |             | -           | -           | 23     | 0      |
| Totale Monopoli  | Totale Monopoli  | Totale Monopoli  | 45+2       | 1          |                 | 2               | 0               |                    | -                  | -                  |             | -           | -           | 49     | 1      |
| ott. 2024-2025   | Nardò            | D                | 18         | 0          | CI-D            | 0               | 0               |                    | -                  | -                  |             | -           | -           | 18     | 0      |
| Totale carriera  | Totale carriera  | Totale carriera  | 173+10     | 3          |                 | 9               | 0               |                    | -                  | -                  |             | -           | -           | 202    | 3      |

## Palmarès

### Club

#### Competizioni giovanili
- FA Youth Cup: 1

Manchester United: 2010-2011